# Mixtura
Mixtura is een monotypisch geslacht van schimmels behorend tot de familie Phaeosphaeriaceae. Het bevat alleen Mixtura saginata.